# Silvio Omizzolo
Silvio Omizzolo (Padova, 26 agosto 1905 – Padova, 18 marzo 1991) è stato un pianista e compositore italiano.

## Biografia
Si diplomò a Milano nel 1927 sotto la guida del maestro Renzo Lorenzoni. Conseguì la maturità classica al Liceo Tito Livio di Padova per poi laurearsi in Giurisprudenza all'Università di Ferrara. I suoi primi lavori per pianoforte risalgono al 1928. Seguirono numerose opere sia per piano che per diverse formazioni vocali e strumentali. Nel 1943 ottenne il primo premio al concorso del "Sindacato Musicisti Italiani" e in seguito ebbe altri importanti riconoscimenti. Fra tutti, il terzo premio al Concorso Internazionale "Regina Elisabetta" di Bruxelles nel 1969 con il concerto per pianoforte e orchestra, rimane ancora memorabile per essere stata l'unica opera italiana prescelta tra duecento concorrenti.
Numerose sue composizioni, alcune delle quali edite da Zanibon e da Ricordi, sono state più volte eseguite in pubblico e trasmesse dalla RAI.
Dal 1933 al 1974 fu docente del Conservatorio Cesare Pollini di Padova. Dal 1966 al 1971 ne divenne direttore.